# Batalha de Quio (1319)
A Batalha de Quio foi uma batalha naval travada fora da costa da ilha egeia oriental de Quio entre uma frota latina cristão — principalmente hospitalar — e uma frota turca do Beilhique de Aidim.

## Antecedentes
O colapso do poder bizantino na Anatólia ocidental e mar Egeu no final do século XIII, bem como a debandada da marinha bizantina em 1284, criou um vaco do poder na região, que foi rapidamente explorado pelos beilhiques turcos e os atacantes gazis. Utilizando marinheiros gregos, os turcos começaram a realizar ataques piratas no Egeu, alvejando especialmente as numerosas possessões insulares latinas. Atividades corsárias turcas foram auxiliadas pelas contendas entre os dois principais estados latinos marítimos, Veneza e Gênova.
Em 1304, os turcos de Mentexe (e mais tarde de Aidim) capturaram a cidade portuária de Éfeso e as ilhas do Egeu oriental pareciam estar próximas de cair para os atacantes turcos. Para evitar tal evento calamitoso, no mesmo ano os genoveses ocuparam Quio, onde Benedito I Zaccaria estabeleceu um pequeno principado, enquanto em ca. 1308 os Cavaleiros Hospitalários ocuparam Rodes. Estes dois poderes carregariam o fardo de conter os raides turcos até 1329.

## Batalha fora de Quio e rescaldo
Em julho de 1319, a frota aidinida, sob o comando pessoal do emir Maomé Begue, partiu do porto do Éfeso. Ela compreendia 18 galés e 18 outros navios. Ela foi confrontada fora de Quio por uma frota hospitalar de 24 navios e 80 cavaleiros, sob Alberto de Schuarzburgo, ao qual um esquadrão de uma galé e seis outros navios foi adicionado por Martinho Zaccaria de Quio. A batalha terminou numa vitória cristã esmagadora: apenas seis navios turcos conseguiram escapar a captura ou destruição.
Esta vitória foi seguida pela recuperação de Leros, cuja população grega nativa rebelou-se em nome do imperador bizantino, e por outra vitória no ano seguinte sobre uma frota turca preparada para invadir Rodes. Papa João XXII recompensou Schurzburgo ao restaurá-lo à posição de grão-preceptor do Chipre, de onde havia sido demitido dois anos antes, e prometeu o comando de Cós, se ele pudesse capturá-la.

## Impacto
Segundo o historiador Mike Carr, a vitória em Quio foi muito significativa, pois foi alcançada sob iniciativa dos hospitalares e os Zaccarias, sem qualquer apoio ou fundos de outros poderes ocidentais, notadamente o papado, que ainda estava enredado em planos para lançar uma cruzada à Terra Santa. Isso, no entanto, influenciou os poderes ocidentais, e esforços começaram para formar uma liga naval cristã para conter a pirataria turca.
Apesar disso, no futuro imediato, a derrota fora de Quio não poderia parar a ascensão do poder aidinida. Os Zaccarias foram logo forçados a render seu principal entreposto continental de Esmirna para o filho de Maomé, Umur Begue, sob cuja liderança as frotas aidinidas cruzaram o Egeu pelas duas décadas subsequentes, até as Cruzadas Esmirniotas (1343–1351) quebrarem o poder do Beilhique de Aidim.